# Synagoga Tiferes Israel w Jerozolimie
Synagoga Tiferes Yisrael w Jerozolimie (hebr. בית הכנסת תפארת ישראל), zwana również Nissan Bek Shul (hebr. ניסן בק שול) – nieistniejąca obecnie synagoga znajdująca się w Dzielnicy Żydowskiej Starego Miasta w Jerozolimie.
Pierwsi chasydzi przybyli do Jerozolimy przed 1747. Jednak dopiero w 1837 rabin Nissan Beck zaczął planować budowę synagogi. Do tej pory chasydzi modlili się w prywatnych domach.
W latach 30. XIX wieku rabin Izrael Friedman z Rużyna usłyszał, że car Mikołaj I Romanow zamierza zbudować kościół w żydowskiej dzielnicy Starego Miasta w Jerozolimie. W tej sytuacji polecił rabinowi Nissanowi Beckowi przeszkodzić władcy w tym zamiarze. W 1843 po wielu wysiłkach odniósł sukces. Car musiał kupić inny grunt i ze złości wygnał rabina Friedmanna z Imperium Rosyjskiego. Po jego śmierci w 1851, syn Abraham Jacob Friedman z Sadagóry kontynuował zbieranie pieniędzy na budowę.
Wznoszenie synagogi rozpoczęto w 1857. Podczas prac władze tureckie stwarzały różne trudności. Wówczas rabin Beck przekonał cesarza Franciszka Józefa I, który pozytywnie interweniował u Turków. W 1858 Żydzi otrzymali firman na budowę. Prace ukończono w 1871. Synagoga została uroczyście otwarta 19 sierpnia 1872.
Podczas I wojny izraelsko-arabskiej w 1948 roku wojska jordańskie zdobyły synagogę, która służyła za punkt oporu. 21 maja 1948 roku budynek został wysadzony w powietrze. W latach 60. XX wieku na jerozolimskim Nowym Mieście wybudowano nową synagogę wyglądem przypominającą Tiferes Israel.